# 利伯蒂县 (佐治亚州)
利伯蒂縣（英語：Liberty County）是位於美国喬治亞州東部的一個縣，東傍大西洋，面積1,561平方公里。根據美国人口普查局2020年統計，共有人口65,256人。縣治海恩斯維爾（Hinesville）。該縣成立於1777年2月5日，是該州最早的七個縣之一。